# Tina Kotek
Christine Kotek, detta Tina (York, 30 settembre 1966), è una politica statunitense, governatrice dell'Oregon dal 2023.
In precedenza è stata presidente della Camera dei rappresentanti dell'Oregon dal 2013 al 2022. Nel novembre ha vinto le elezioni dell'Oregon, sconfiggendo la repubblicana Christine Drazan e l'indipendente Betsy Johnson. Insieme a Maura Healey, è una delle prime governatrici apertamente lesbiche negli Stati Uniti.